# X-Ray Spex
X-Ray Spex é uma banda londrina de punk rock formada em 1976.

## História
Inicialmente, a banda foi formada pela vocalista Poly Styrene, Jak Airport (guitarra), Paul Dean (baixo), BP Hurding (bateria), e Lora Logic (saxofone). Durante sua primeira formação (1976–79), a banda foi um “fracasso deliberado” e apenas lançou cinco singles e um álbum. No entanto, seu primeiro single "Oh Bondage Up Yours!", agora é reconhecido como um single clássico do punk rock e o álbum, Germfree Adolescents, é aclamado em coro como um dos grandes álbuns do gênero punk rock.
Um distintivo elemento na música do X-Ray Spex é o vocal de Poly Styrene, que era variamente descrito como "efervescentemente discordante" e "poderoso o suficiente para fazer furos através de chapa de metal". Styrene inspirou-se em formar uma banda após ver um show dos Sex Pistols em Hastings. Formado o X-Ray Spex, a banda tocou no clube The Roxy durante seus primeiros 100 dias. Em março, a banda tocou com os The Drones e Chelsea. Em abril, eles abriram para bandas como Buzzcocks, Wire e Johnny Moped. Seu primeiro show no Roxy foi gravado e a música "Oh Bondage Up Yours!" foi incluída na influencial compilação Live at the Roxy WC2.
No final de setembro de 1977, "Oh Bondage Up Yours!" foi gravada em estúdio e lançada como single. Hoje, a Gramophone Records é a detentora desta e mais algumas canções. Abrindo com um discurso gritado: "Algumas pessoas pensam que as garotas devem ser vistas e não ouvidas, mas eu acho, oh bondage, up yours!", a canção pode ser interpretada como o prenúncio do movimento riot grrrl, 15 anos antes. No entanto, Styrene declarou que sua fala referia-se que a ideia da letra era um jingle anti-consumista/anti-capitalista, não sendo exclusivamente feminista em sua natureza.
No final de 1977, Lora Logic foi substituída temporariamente por Glyn John, e depois permanentemente por Rudi Thompson (também conhecido como Steve Rudi).
Em novembro de 1978, a banda lançou seu álbum debut. Com a exceção de "Identity", o resto das canções de Germ Free Adolescents eram de temas anti-consumistas. De fato, o jornal The Guardian descreveu o álbum como contendo "hinos anti-consumismo incomparáveis".
X-Ray Spex tocou no 'Front Row Festival', um evento de três semanas, entre final de novembro e o começo de dezembro de 1977. Isso resultou na inclusão da banda ao de nomes como Wilko Johnson, 999, The Only Ones, the Saints, The Stranglers, e XTC, em uma disco duplo de gravações do festival. Então, em fevereiro de 1978, antes do lançamento de seu segundo single, a banda gravou a primeira de duas sessões para John Peel na BBC Radio 1. Seu perfil foi reforçado por fixar residência de duas semanas no CBGB de Nova Iorque, embora o álbum Germ Free Adolescents não foi lançado nos Estados Unidos até 1992.
Em 30 de abril, a banda participou do Rock Against Racism, evento simultâneo em Victoria Park, Bow, Tower Hamlets. Também tocaram neste evento: Steel Pulse, The Clash, The Ruts, Sham 69, Generation X e Tom Robinson Band. No final do ano, para promover o álbum, o X-Ray Spex embarcou em sua primeira e única, turnê pelo Reino Unido. Exausta pela turnê, Poly Styrene deixa a banda band em meados de 1979. Ela pode ser vista em performance com a banda no documentário de 1980 D.O.A..
Sem Styrene a banda ficou estática. Hurding e Airport formaram o Classix Nouveaux, enquanto Paul Dean e Rudi Thompson formaram o Agent Orange (banda inglesa, não confundir com a californiana de punk rock) com Anthony Doughty, que mais tarde fundou o Transvision Vamp.

## Discografia

### Álbuns
- Germfree Adolescents (November 1978: EMI International, INT 3023) – # 30 UK Albums Chart[23]
- Live at the Roxy (March 1991: Receiver, RRCD 140); live recordings from 1977
- Conscious Consumer (October 1995: Receiver)
- Let's Submerge: The Anthology (2006: Castle Music CMEDD1378); 2 CD Compilation
- Live @ the Roundhouse London 2008 (November 2009: Year Zero, YZCDDVD01); CD and DVD of live recordings from September 2008

### Singles
- "Oh Bondage Up Yours!" / "I Am A Cliché" (September 1977: Virgin Records, VS 189); também lançado pela 12" single (VS 189–12)
- "The Day The World Turned Day-Glo" / "I Am A Poseur" (March 1978: EMI International, INT 553) – No. 23 UK Singles Chart[23]
- "Identity" / "Let's Submerge" (July 1978: EMI International, INT 563) – No. 24 UK
- "Germfree Adolescents" / "Age" (October 1978: EMI International, INT 573) – No. 19 UK
- "Highly Inflammable" / "Warrior in Woolworths" (April 1979: EMI International, INT 583) – No. 45 UK